# Солон, Сэм
Сэм Джордж Соло́н (англ. Sam George Solon; 25 июня 1931, Дулут, Миннесота, США — 28 декабря 2001, там же) — американский политик-демократ, член Сената (1973—2001) и Палаты представителей Миннесоты (1971—1973). С 1956 года являлся членом Американо-греческого прогрессивного просветительского союза (AHEPA), служил президентом отделения и губернатором округа организации. Ветеран Корейской войны. Имел прозвище «Сенатор Сэм».

## Биография
Родился в бедной семье греческих эмигрантов из Греции Николаса и Димитры Илиопулос, сменивших фамилию на Солон. В ранние годы помогал семье, продавая газеты в центре Дулута, и работая на рудном доке на западе города, а также на металлургическом заводе в Морган-Парке.
В 1949 году окончил среднюю школу в Дулуте.
В 1952—1954 годах, в период Корейской войны, служил в Армии США, а именно, в совершенстве владея греческим языком, служил в Германии в качестве синхрониста.
В 1958 году окончил Миннесотский университет в Дулуте со степенью бакалавра наук в области образования, после чего работал школьным учителем и тренером.
В 1967—1970 годах — председатель управления алкогольных напитков Дулута.
В 1971—2001 годах — член Легислатуры Миннесоты.
Умер 28 декабря 2001 года в возрасте 70 лет от меланомы.

## Личная жизнь
Был трижды женат. Имел шестерых детей. Последняя супруга, Ивонн Преттнер-Солон, также политик, после смерти Солона занявшая его место в Сенате Миннесоты (2002—2011), а в 2011—2015 годах являвшаяся вице-губернатором Миннесоты.
Являлся активным прихожанином греческой православной церкви, в том числе руководителем хора, певчим и членом приходского совета.